# Musca bakeri
Musca bakeri este o specie de muște din genul Musca, familia Muscidae, descrisă de William Hampton Patton în anul 1923. Conform Catalogue of Life specia Musca bakeri nu are subspecii cunoscute.